# Contea di Pitt
La contea di Pitt in inglese Pitt County è una contea dello Stato della Carolina del Nord, negli Stati Uniti. La popolazione al censimento del 2000 era di 133 798 abitanti. Il capoluogo di contea è Greenville.